# Susupe
Susupe (antiguo nombre japonés: 鈴部町, Suzubu-chō) es una villa situada en el municipio de Saipán, en las Islas Marianas del Norte, un territorio estadounidense en el Océano Pacífico.Susupe también se conoce como Susupi. En el censo del 2000, su población era de 2083 habitantes. Según el censo de 2020, tiene una población de 1840 habitantes.

## Capital judicial de la Mancomunidad de las Islas Marianas del Norte

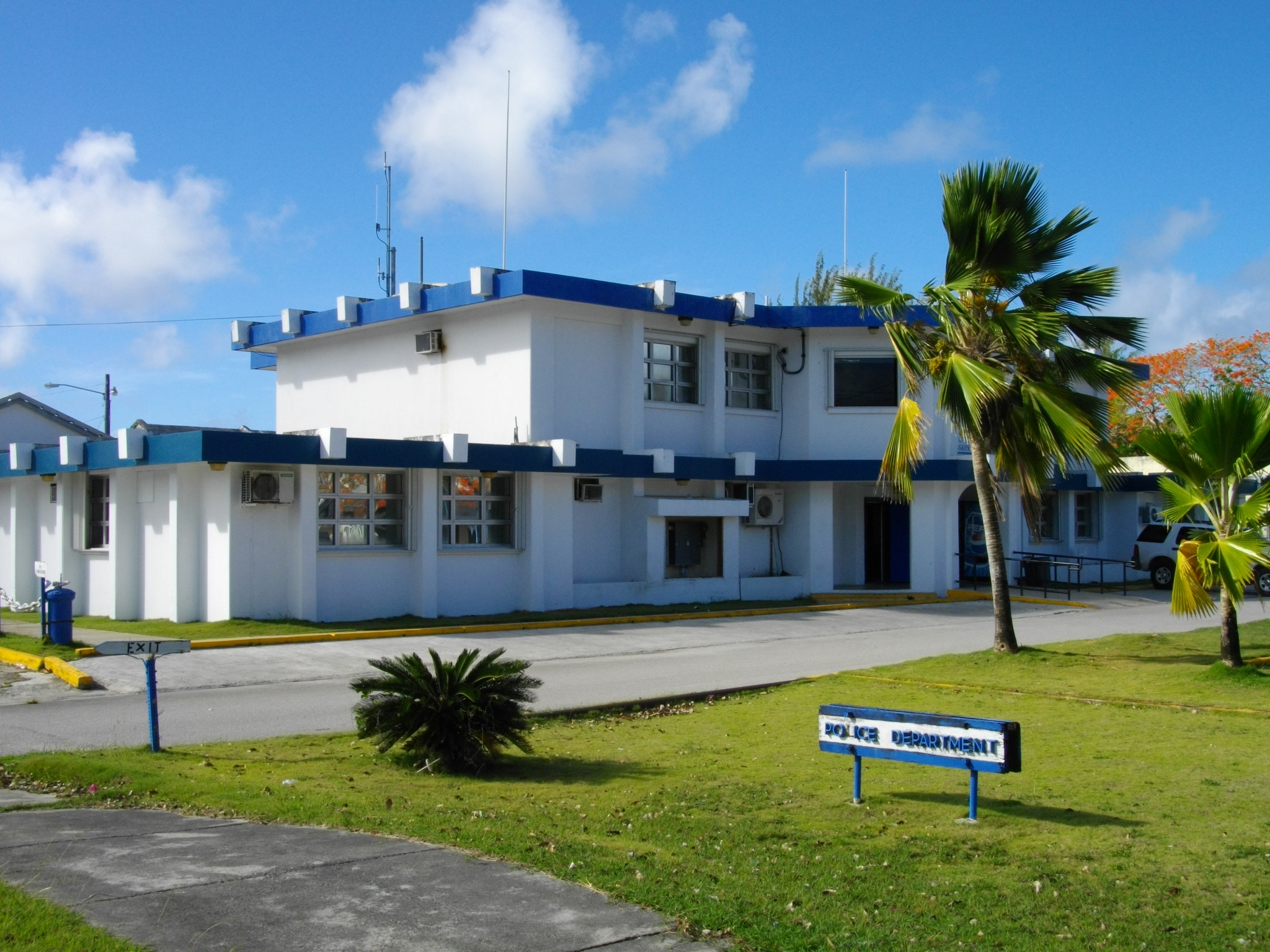
Departamento de Seguridad Pública de las Islas Marianas del Norte, edificio de la División de Policía en Susupe

El Capitol Hill es la sede del gobierno de la Commonwealth, pero el poder judicial tiene su sede en la Casa de Justicia en Susupe. A pesar de la considerable distancia que separa Susupe del Capitolio, ambos asentamientos están oficialmente ubicados dentro de los límites municipales de Saipán y ninguno de ellos tiene estatus oficial.
Si se considera que la capital de la Commonwealth es Capitoll Hill y no Saipán en su conjunto, esto convierte a las Islas Marianas del Norte en una de las tres jurisdicciones de los Estados Unidos cuyos tribunales supremos no están ubicados en la capital propiamente dicha. Las otras dos son California, cuya capital es Sacramento pero cuyo Tribunal Supremo está en San Francisco, y Luisiana, cuya capital es Baton Rouge pero cuyo Tribunal Supremo está en Nueva Orleans.

## Educación

El centro de Susupe mirando hacia la biblioteca pública Joeten Kiyu al frente, el Marianas Business Plaza en la parte de atrás (el edificio de oficinas más grande en las CNMI) y (no en la foto) el centro comercial Joeten Downtown Susupe a la derecha.

El Sistema de Escuelas Públicas de la Mancomunidad de las Islas Marianas del Norte mantiene instalaciones en el lugar. La escuela secundaria Marianas (inglés: Marianas High School) está localizada en Susupe.
La Biblioteca Pública Joeten-Kiyu (inglés: Joeten-Kiyu Public Library, JKPL) de la Biblioteca Estatal de la Mancomunidad de las Islas Marianas del Norte se encuentra en Susupe.

## Turismo

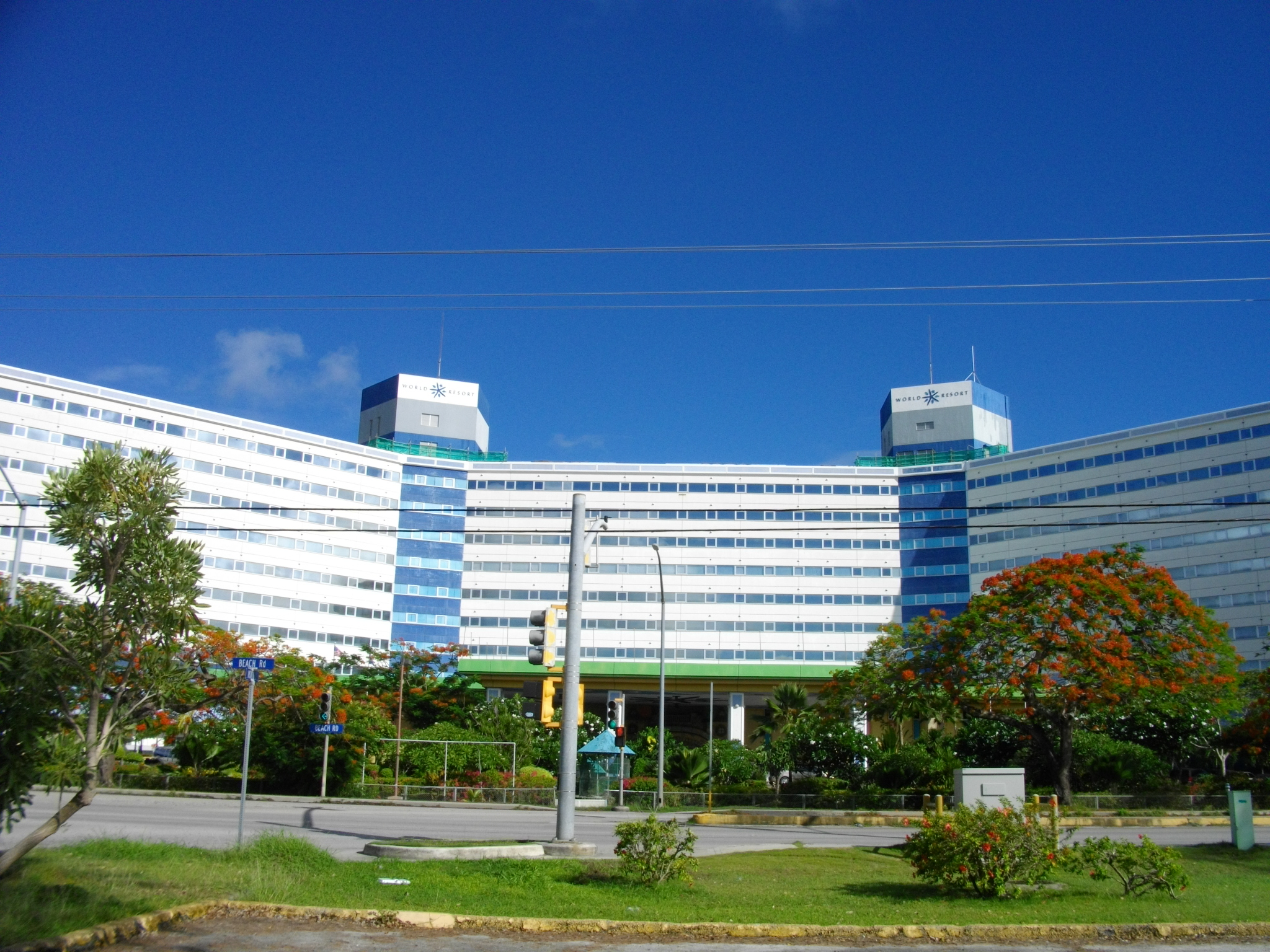
Saipan World Resort (anteriormente Diamond Hotel)

Los hoteles más grandes de Susupe son Saipan World Resort (anteriormente Diamond Hotel), Kanoa Resort Saipan (anteriormente Grand Hotel) y el Aquarius Beach Tower. Hay también otros establecimientos más pequeños en la localidad.

## Lago Susupe

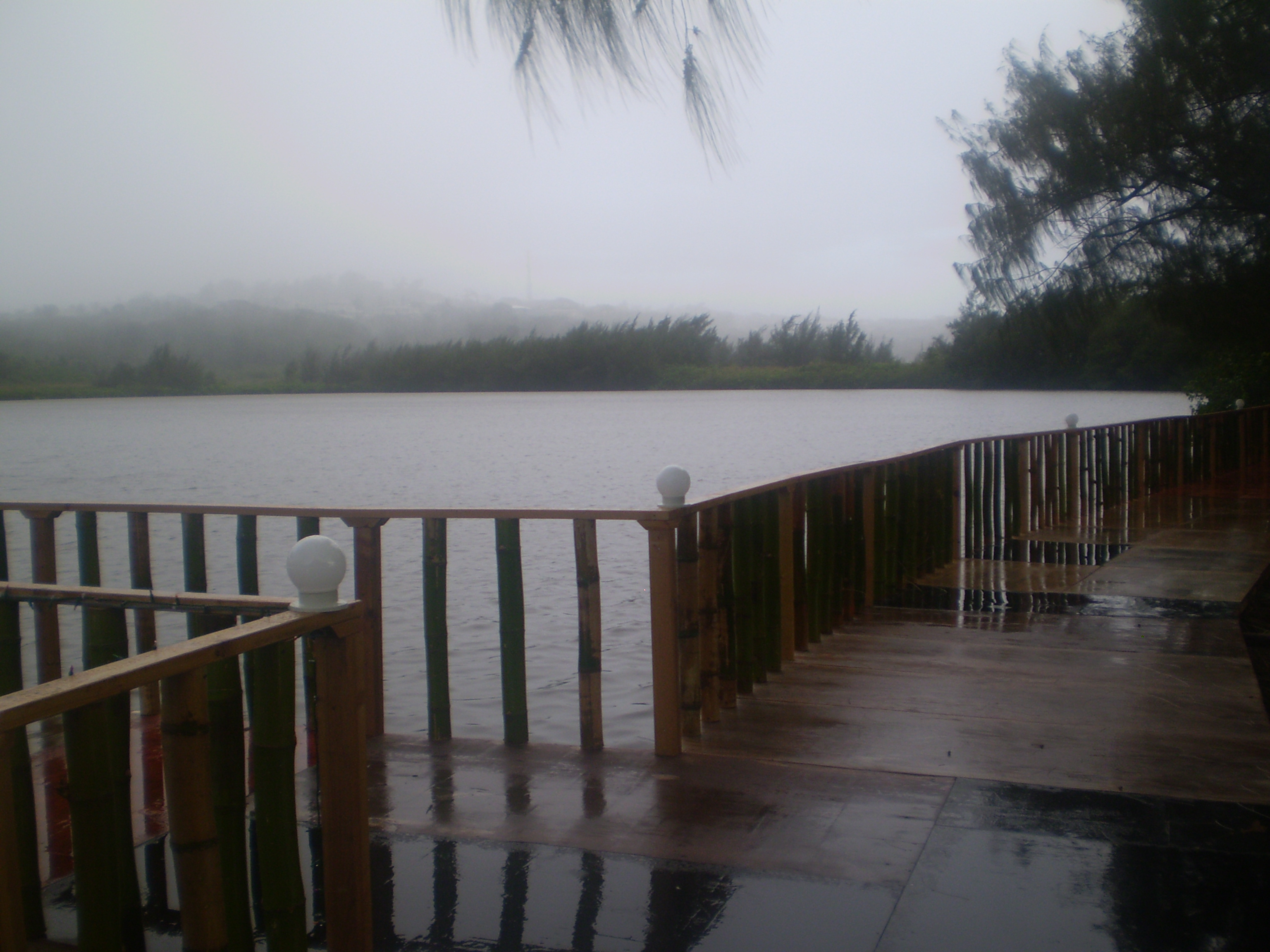
Muelle del lago Susupe mirando hacia el extremo sur de la isla.

El lago Susupe (inglés: Lake Susupe) es el único lago de Saipán y está situado en el pueblo de Susupe. Es el hogar de algunas especies de aves que solo se encuentran en las Marianas. Una de las aves en peligro de extinción, la polla de agua común de las Marianas, tiene una población de Saipán de 30 a 40 ejemplares. Se desconoce qué árboles naturales crecían aquí porque se talaron en la década de 1930 para dejar espacio a los campos de caña de azúcar y los peces nativos murieron cuando se introdujo la tilapia en la década de 1960. Hoy en día, crecen grandes árboles de palo fierro y, en algunos lugares, juncos muy espesos de 6 pies de altura (1,8 m). También hay 17 pequeños estanques alrededor del lago. Los estanques e incluso el lago son el hogar de guppies de cola elegante muy grandes. El lago es visitado a menudo por aves de Asia que migran al lago Susupe durante el invierno.